# 歐洲平原

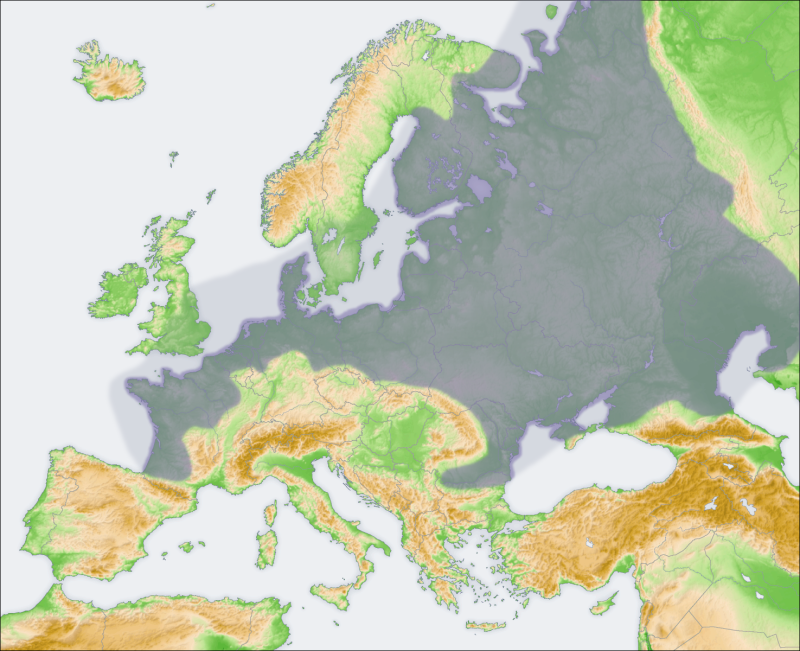
灰色部分為歐洲平原

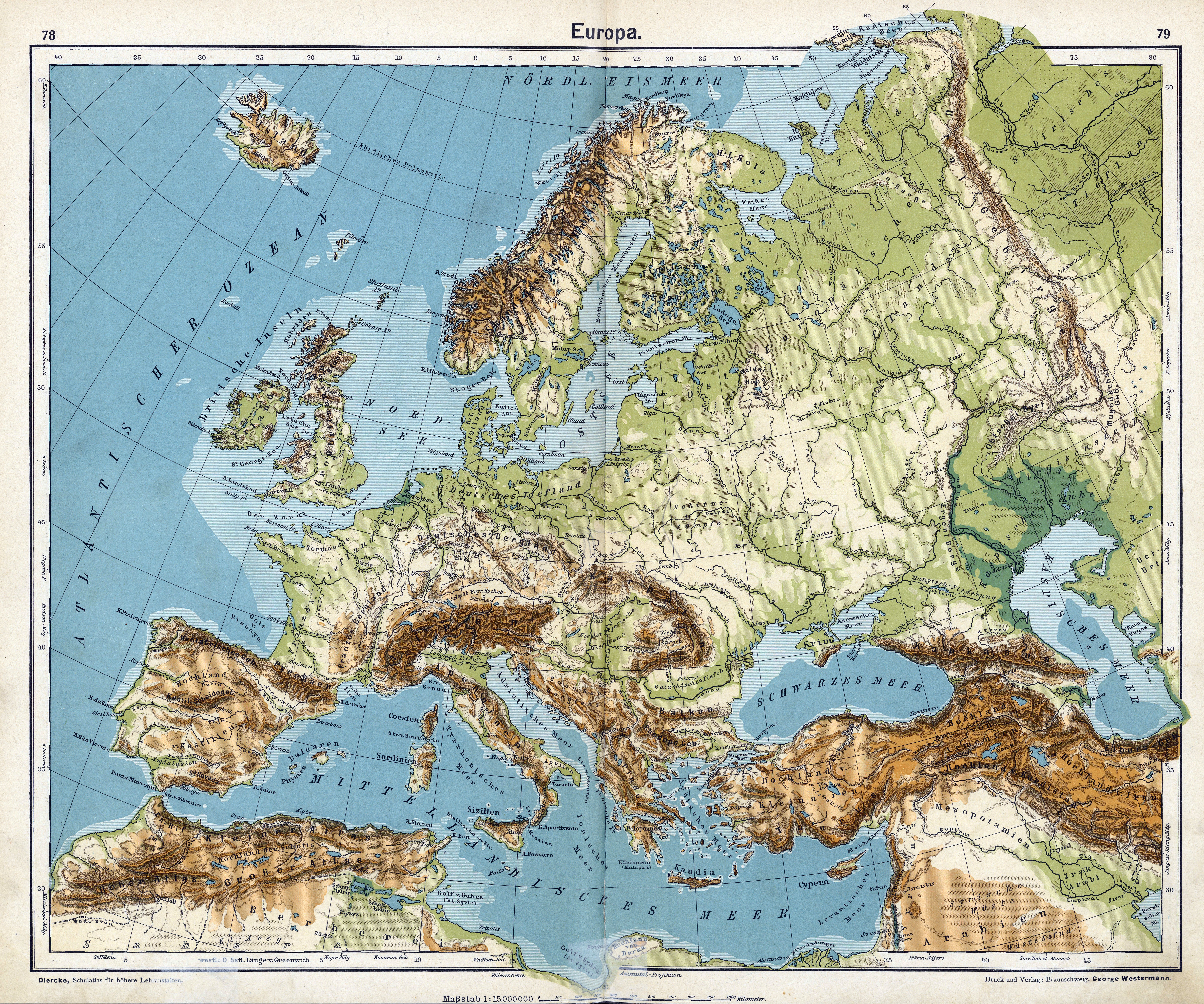
欧洲地貌

西古北界生物群落

歐洲平原是位于歐洲的一個低地平原，它是歐洲最大的平坦、無山地貌，不過平原中仍有少許高地。歐洲平原從比利牛斯山和比斯開灣開始，向東橫跨大半個歐洲直至烏拉爾山脈，與欧亚大草原相接。它實際上還可以細分為法兰西平原、北歐平原和東歐平原（又稱俄羅斯平原）。

## 水文
歐洲平原被許多重要的河流分割開來，如西部的盧瓦爾河、萊茵河和維斯瓦河；北德維納河和道加瓦河從東歐和俄羅斯向北流；伏爾加河、頓河和第聶伯河流向歐俄南方。

### 大型水體列表
- 比斯開灣
- 英吉利海峽
- 北海
- 波羅的海
- 波的尼亞灣
- 白海
- 黑海
- 亞速海
- 裏海